# Sanctuary
"Sanctuary" je pjesma australske pjevačice Gabriella Cilmi. Objavljena je kao prvi ali i peti singl s njenog debitanskog albuma Lessons to Be Learned. Pjesmu su napisali Gabriella Cilmi, Miranda Cooper, Brian Higgins i Xenomania, a producirali su je Brian Higgins i Xenomania. Objavljena je u 2007. godini, te u re-izdanju u 2008. godini. Uvodni dio sigla uzet je od pjesme "Oh No Not My Baby" iz 1964. godine.

## Objavljenje
"Sanctuary" je prvobitno objavljen kao digitalni singl za preuzimanje 12. prosinca 2007. godine, tek 10. studenog 2008. je objavljen kao CD singl u Njemačkoj. Pjesma se plasirala na broju 67 njemačke glazbene ljestvice, u Nizozemskoj se singl također plasirao na ljestvicu na broju 72.

## Popis pjesama
Njemački CD singl
1. "Sanctuary" (radio verzija) – 3:00
2. "Sanctuary" (Pocketknife's Full Length Re-Edit) – 5:32

Njemački CD maksi singl
1. "Sanctuary" (radio verzija) – 3:00
2. "Sanctuary" (Pocketknife's Full Length Re-Edit) – 5:32
3. "Sanctuary" (Solitaire Club Mix) – 5:30
4. "Sanctuary" (spot)

Britanski iTunes singl
1. "Sanctuary" – 3:28
2. "Sanctuary" (akustična verzija) – 3:30

Britanski promo CD singl
1. "Sanctuary" (radio singl) – 3:00

Britanski promotivni CD singl s remiksevima
1. "Sanctuary" (Mac Project Club Mix)
2. "Sanctuary" (Solitaire Club Remix)
3. "Sanctuary" (Alex B Club Mix)
4. "Sanctuary" (Alex B Dub Mix)
5. "Sanctuary" (Alex B Radio Edit)
6. "Sanctuary" (Solitaire Radio Edit)
7. "Sanctuary" (Mac Project Radio Edit)

## Ljestvice
| Ljestvice (2008) | Najviša pozicija |
| ---------------- | ---------------- |
| Nizozemska       | 72               |
| Njemačka         | 67               |

## Povijest izdanja
| Država     | Format                       | Datum               |
| ---------- | ---------------------------- | ------------------- |
| Australija | Digitalni download           | 12. prosinca 2007.  |
| Njemačka   | CD singl, digitalni download | 31. listopada 2008. |
| UK         | CD singl                     | 10. studenog 2008.  |
| Brazil     | CD singl                     | 20. prosinca 2008.  |